# Ждановы
Жда́новы — русские дворянские роды.
В Гербовник внесены две фамилии Ждановых:
1. Потомство Ослана-мурзы, принявшего святое крещение в 1389 году (Герб. Часть V. № 29).
2. Потомство Ждана Ивановича писанного во дворянах в 1622 году (Герб. Часть IX. № 47)[1].

## Происхождение и история рода
Знатный татарин Ослан-Челеби-Мурза выехал из орды к великому князю Дмитрию Донскому, принял крещение с именем Прокопия (1389) и женился на Марии Зотовне Житовой, отец коей был стольником при дворе великого князя. От этого брака у них было пять сыновей, из которых Яков Кременецкий был родоначальником Ждановых. Через других сыновей Ослан-мурза был родоначальником Арсеньевых, Ртищевых, Сомовых, Павловых, Исуповых и других. Его потомок в VII-м колене Димитрий Яковлевич Кременецкий, по прозванию Ждан, был родоначальником Ждановых. Внук его Фёдор Михайлович Жданов за московское осадное сиденье получил вотчину (1615). Опричником Ивана Грозного (1573) числился Тимофей Жданов.
При подаче документов в 1686 году, для внесения рода в Бархатную книгу, была предоставлена родословная роспись Ждановых.
Род Ждановых внесён в VI часть дворянской родословной книги Тульской, Московской, Рязанской и Курской губерний.
Потомство Ждана Ивановича жалованного поместьями (1622) внесено в VI часть родословной книги Московской, Нижегородской и Калужской губерний.
Другие роды Ждановых, общим числом 28, были более позднего происхождения.

## Описание гербов

#### Герб. Часть V. № 29
Герб потомков Ослана-мурзы: щит разделён на четыре части, из коих 1-я и 4-я голубого цвета, а 2-я и 3-я красного. В сих же полях крестообразно положены серебряные две сабли и стрела, остроконечием обращённая к золотой подкове, которая шипами означена вверх, по сторонам саблей изображены золотая восьмиугольная звезда и того же металла полумесяц рогами в правую сторону.
Щит увенчан дворянским шлемом с дворянской на нём короной с тремя страусовыми перьями. Намёт голубой и красный, подложен золотом.
Примечание: данный герб рода состоит из нескольких польских гербов: 1). Накрест две серебряные сабли (изм. польский герб Пелец). 2). Стрела обращённая остроконечием к подкове (изм. польские гербы: Ястршембец №8 или  Рудница). 3). Звезда и полумесяц (изм. польский герб Лелива).

#### Герб Часть IX. № 47.
Герб потомства Ждана Ивановича: в щите, разделенном к углам диагональными чертами на четыре части, в голубом и красном полях, изображены крестообразно серебряная шпага, секира и сверху наложен якорь c анкерштоком (Якорь — польский герб Котвица).
На щите дворянский коронованный шлем. Нашлемник: три страусовых пера. Намёт на щите голубой и красный, подложенный золотом.

#### Герб. Часть XX. № 49.
Герб потомства коллежского советника Арсения Федоровича Жданова: в голубом щите серебряный столб. В нём вертикально зеленая пальмовая ветвь. В голубом поле щита, справа, вертикально, три золотые пчелы, слева, вертикально, три золотых шестиконечные звезды. Над щитом дворянский коронованный шлем. Нашлемник — встающий влево чёрный медведь с красными глазами и языком, держащий в правой лапе четыре золотых хлебных колоса. Намёт голубой с серебром. Девиз «ЛЮБОВЬЮ КЪ БЛИЖНЕМУ» голубыми буквами на серебряной ленте.

## Известные представители
- Жданов Фёдор Михайлович — козельский городовой дворянин (1627—1629).
- Жданов Григорий Григорьевич — дьяк (1658—1677), воевода в Верхотурье (1651), в Свияжске (1659), в Устюге-Великом (1665), в Тобольске (1667—1669).
- Жданов Иван Давыдович — московский дворянин (1658—1668).
- Жданов Степан Фёдорович — московский дворянин (1658—1668), походный стольник царицы Натальи Кирилловны (1677).
- Жданов Илья Яковлевич — стольник царицы Натальи Кирилловны (1671).
- Жданов Михаил Степанович — стольник царицы Натальи Кирилловны (1671—1676), стольник (1677—1692).
- Жданов Сергей Степанович — стольник царицы Натальи Кирилловны (1686), стольник (1687—1692).
- Ждановы: Иван Дмитриевич и Василий Яковлевич — московские дворяне (1677—1692).
- Жданов Иван Родионович — стольник царицы Прасковьи Фёдоровны (1686—1692).
- Ждановы: Савва Иванович, Захар Савинович, Антон Дмитриевич — стряпчие (1692).
- Жданов Аким Степанович — стольник (1692)[9][10].
- Семён Романович Жданов (1803—1865) — российский политик, сенатор Российской империи, тайный советник.
- Жданов, Владимир Анатольевич (1 (14) июля 1869 года, с. Ивицы, Одоевский уезд, Тульская губерния — 4 июня 1932, Москва) — российский общественный деятель и адвокат, представитель рода Ждановых от Ослана-Мурзы).